# Comunicação interpessoal

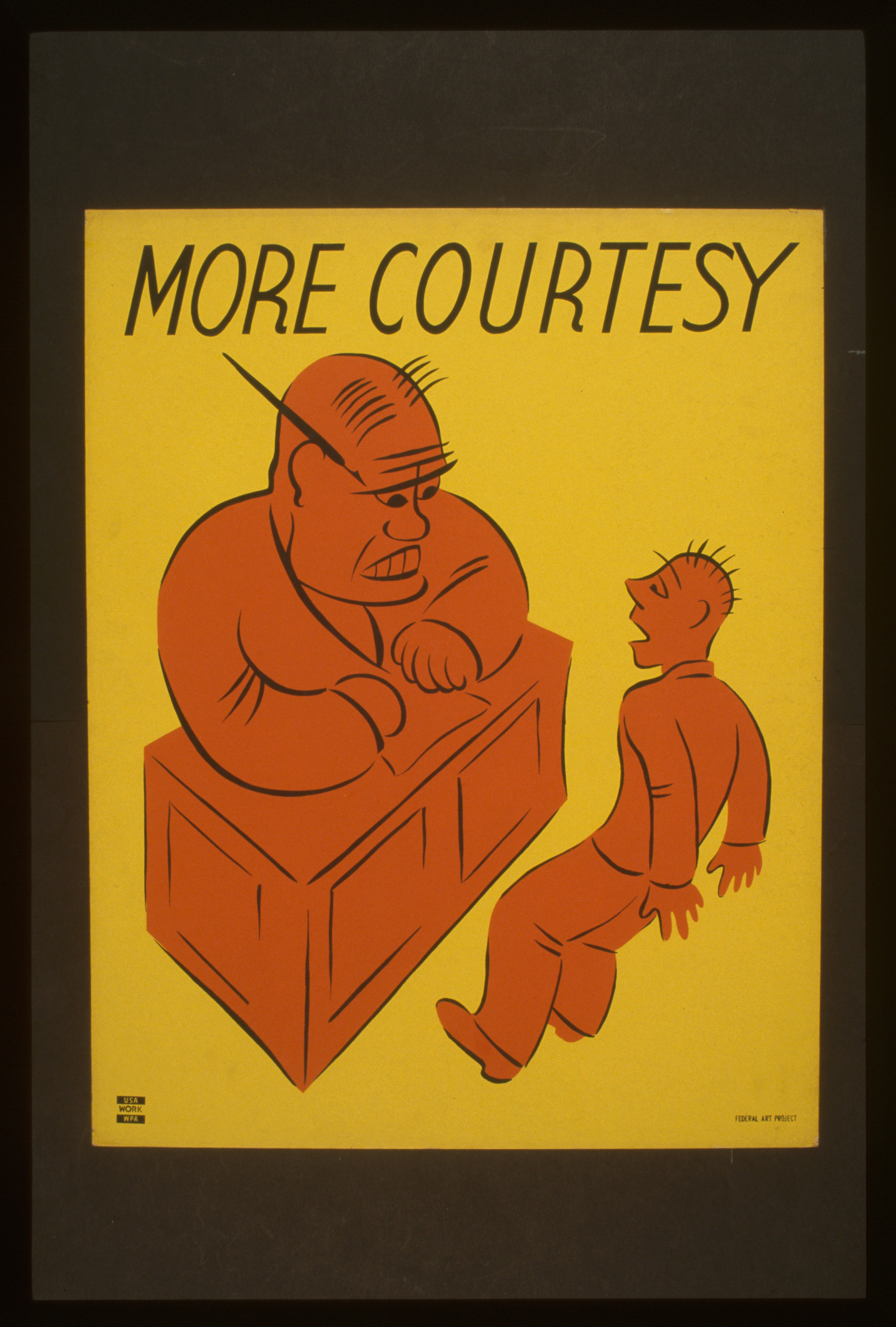
Pôster promovendo a comunicação interpessoal no ambiente de trabalho, final dos anos 1930-início dos anos 1940 (Library of Congress)

A comunicação interpessoal é um método de comunicação que promove a troca de informações entre duas ou mais pessoas.
Cada pessoa, que passamos a considerar como, interlocutor, troca informações baseadas em seu repertório cultural, sua formação educacional, vivências, emoções, toda a "bagagem" que traz consigo.
O processo de comunicação prevê, obrigatoriamente, a existência mínima de um emissor e de um receptor.
Cada qual tem seu repertório cultural exclusivo e, portanto, transmitirá a informação segundo seu conjunto de particularidades e o receptor agirá da mesma maneira, segundo o seu próprio filtro cultural.
A fim de minimizar esses choques culturais, convencionou-se ferramentas e meios de múltiplas utilizações que passam a ser usados pelas pessoas na comunicação interpessoal.
Como exemplo de ferramenta, podemos considerar a fala, a mímica, os computadores, a escrita, a língua, os telefones e o rádio.
Como em todo processo de comunicação, os ruídos existentes devem ser minimizados pelo melhor nível de qualidade que o emissor possa dispor e o receptor deve se portar da maneira mais aberta para receber a informação em questão.
A escolha dos meios de comunicação e a utilização das ferramentas disponíveis devem ser observadas de modo a facilitar todo o processo com o menor índice de ruídos possível.
Uma vez transmitida a informação, o receptor a processa e, segundo seus objetivos transforma-a em conhecimento.
O importante na comunicação interpessoal é o cuidado e a preocupação dos interlocutores na transmissão dos dados ou das informações em questão para que se obtenha o sucesso no processo desejado.
O sucesso na comunicação não depende só da forma como a mensagem é transmitida, a compreensão dela é fator fundamental, lembre-se que vivemos em sociedade de cultura diversificada, e o que às vezes parece obvio para você para seu interlocutor não é. Devemos sempre ser objetivos e claros na nossa comunicação, nunca presumindo que "ele já sabe, e não preciso ficar explicando, porque isso é obvio." A comunicação depois de transmitida de forma correta ao seu interlocutor, deve ter um acompanhamento para ele saber se está agindo de forma correta, ou se precisa corrigir ou melhorar, esse processo chamamos de feedback.
Qual será o objectivo da comunicação
Produzir aceitação, gerar consentimentos e fazer-se entender, nem sempre nos comunicamos eficientemente de facto. Os processos de comunicação ocorrem em três fluxos:
-FLUXO DESCENDENTE;
-FLUXO ASCENDENTE;
-FLUXO LATERAL.
E duas direções:
-VERTICAL;
-HORIZONTAL.
Alguns autores chegam a citar um quarto tipo de fluxo - a comunicação diagonal -, pois existe uma troca de comunicação entre líderes que tomam decisões, porém não se localizam sobre o mesmo plano de hierarquia na organização.
Destaca-se que a organização lida com três grupos de variáveis para obter a sua eficiência organizacional. No primeiro, estão as variáveis causais, como, por exemplo, a estratégia de liderança, as habilidades, o comportamento e as decisões da administração, os programas e a estrutura da organização. o segundo envolve as variáveis de ordem intervenientes, que representam a condição actual do estado interno e se reflectem em capacidades como motivações, comunicações, capacidades de interacção. O terceiro abrange as variáveis de produção, custos, vendas,lucros.
No fluxo da comunicação descendente, as mensagens saem do topo decisório e descem até às bases.
Como saber qual é o tipo de fluxo de comunicação mais eficaz?
Vai depender do tipo, do volume e da direcção da comunicação para constituir o centro de excelência organizacional, utilizando a comunicação como vantagem competitiva.
Ocorre que as pessoas que estão nas organizações não têm um profundo conhecimento sobre o assunto. Logo, não poderão definir os fluxos, identificando qual será o mais eficiente e o mais eficaz; então, a comunicação deixa de ter o seu processo correcto e passa a ser uma desvantagem na organização.
A partir do momento em que os colaboradores se acostumarem a trabalhar no fluxo da comunicação horizontal, será muito difícil reverter esta situação.
Comunicação Interpessoal
Se formos simplificar, a comunicação Comunicação Interpessoal em Negócios nada mais é que a comunicação entre as pessoas que estão procurando o mesmo objectivo num processo comportamental.
São descobertas as variáveis internas de cada colaborador, as relações existentes entre as pessoas envolvidas, suas intenções e expectativas; daí surgem as regras dos jogos interpessoais. As relações são eminentemente horizontais. E, no nível organizacional estas são eminentemente verticais.
Comunicação nos Negócios
No mundo dos negócios, que, por sua vez, precisa de líderes que emitam informações pelos canais aos receptores certos. Os executivos, de maneira geral, precisam de ter a comunicação e a capacidade de raciocínio como elementos diferenciadores de outras qualidades, já que o raciocínio está ligado a soluções de problemas e não, ao contrário do que se pensa, a valores quantitativos. O que faz levantar-se com vontade de ir trabalhar e procurar soluções para os problemas? É a motivação, a percepção de como se é visto pelos superiores.
A percepção de satisfação de alguns colaboradores em relação à organização em que actuam está intrinsecamente ligada à quantidade e à qualidade de informação e comunicação que é recebida. Ou seja, a organização mantém uma comunicação aberta, transparente de credibilidade? O trabalho é estimulante, o colaborador consegue obter novas habilidades? Existe acesso a tomada de decisões? Oportunidades para cargos de gerência? Oportunidades de progressos? Por último, mas não menos importante, a comunicação com o seu chefe tem efeito? Ou seja, se consegue colocar as suas frustrações e solicitações e elas são entendidas? Ou a comunicação é feita em mão única, em que só se comunica?
Para ter uma ideia da retenção de informação, quando realizamos a comunicação escrita por meio de texto, somente a primeira parte (as primeiras seis linhas) é feita pelos registos mentais existentes em cada um, pela percepção que cada um tem. Ou sela, o destinatário acumula a nova informação com a antiga, que já está na memória.
Referências bibliográficas
- Drucker. P. F., Managing the non-profit organization, Nova Iork. Harper Business, 1992.
- Hersey, P.; Blanchard, K. H. Psicologia para administradores de empresas, São Paulo: EPU, 1986